# Villa Le Trident
La villa Le Trident es una villa de estilo moderno, construida por el arquitecto americano Barry Dierks (1899 - 1960) para él y su pareja, el coronel Eric Sawyer en el pointe de l’Esquillon en Théoule-sur-Mer, Alpes-Maritimes en la Costa Azul.
Desde el momento de su construcción, en 1925, esta villa suscitó el interés de la sociedad cultivada de la Riviera, que buscaba nuevos talentos. En unos pocos años, Dierks se convirtió en uno de los arquitectos más solicitados en la Costa Azul, donde construyó su reputación.
El libro de visitas de la villa incluye dignatarios de la sociedad de la Rivera como Picasso, Somerset Maugham, Noel Coward e incluso el duque y duquesa de Windsor.

## Historia
En 1925, Dierks, con 26 años de edad, y su pareja, Eric Sawyer (banquero y exoficial del ejército británico) decidieron mudarse al sur de Francia. Su decisión los llevó a la Costa Azul, una decisión que fue justificada por la profesión de Dierks y las demandas crecientes de la construcción de los estadounidenses ricos en la región.
En Théoule-sur-Mer, en los Alpes Marítimos, descubrieron un lugar aislado de 6000  m² en una pequeña península en el pointe de l'Esquillon con una cala inaccesible y una playa privada. Este promontorio sobre el mar ofrecía una vista que se extendía hasta la bahía de Cannes, el Massif de l'Esterel y cap Roux; al sur, la vista llegaba hasta a la isla de Córcega.
Dierks, que tenía una formación sólida en arquitectura y pertenecía a la generación de diseñadores del Movimiento Moderno, construyó la villa siguiendo ese estilo, la cual Noel Coward después caracterizó como “increíblemente hermosa.” Le Trident se convirtió tanto en su residencia y estudio, así como el mejor ejemplo de su obra.
Estando bien aceptados por la sociedad de la Riviera, Dierks y su pareja, que vivieron abiertamente juntos, se convirtieron en “los adorados de la Costa Azul” y recibiendo numerosos encargos. Hoy, hay 102 construcciones listadas diseñadas por Dierks para clientes que se extendieron desde Paul-Louis Weiller al marqués de Cholmondeley y de Luis II de Mónaco de Maxine Elliott y general Georges Cartroux.
La mayoría de sus clientes se convirtieron en sus amigos y eran huéspedes frecuentes en Le Trident.
En 1956, la pierna de Dierks fue amputada después de una enfermedad. Falleció el 20 de febrero de 1960, Eric Sawyer le sobrevivió hasta 1985, legando la villa a su sobrino, cuyos hijos la pusieron en la venta en 2008 por un precio de 20 millones de euros.

## Descripción
La villa fue diseñada para seguir la topografía del terreno con la casa que se accede desde la calle por unos treinta pasos. La entrada está en el mismo nivel que las habitaciones; los salones y terrazas se ubicaban en el nivel inferior. Según François Fray, curador cultural, la mayoría de las villas diseñadas por Dierks imitan a este plano.
Le Trident presenta fachadas blancas de intonaco y los techos son en terrazas. Además del salón, comedor, logia, y áreas de servicio, hay siete habitaciones y cinco cuartos de baño que se combinan para crear una superficie habitable de 385 m². Varias piezas de los muebles fueron diseñados por Dierks que incluyen bibliotecas y una gran mesa cubierta de chagrín.

## Protección
La villa Le Trident se ubicada en 8, impasse Renoire en Théoule-sur-Mer. La estructura no recibe protección bajo la Monument historique de France ni se agrega la villa en el Inventaire général du patrimoine culturel (lista oficial de los sitios del patrimonio en Francia).